# Špion (plastika)
Špion, lidově nazývaný také Mravenečník, Slon či Bezhlavý brontosaurus, je bronzová plastika postavená na Dolní náměstí v městské čtvrti Opava-Město města Opava v okrese Opava. Nachází se také v Opavské pahorkatině v Moravskoslezském kraji a v Horním Slezsku.

## Historie, autorství a popis
Autorem netradiční, bizarní, plechové a svařované plastiky je český výtvarník František Skála (*1956). Abstraktně představuje špiona, respektive obtížně identifikovatelné „monstrum“ či „zvíře“, stojící na 4 nohách a s šířkou 5 m, s nejasně definovanou hlavou a ocasem. Dílo původně bylo od roku 2006 v Brně a později bylo natrvalo umístěné v Opavě. Provokativní plastika byla také předmětem kritiky. Plastika zvítězila v krajském kole ankety iDNES.cz a Mladá fronta DNES o nejbizarnější sochu či plastiku roku 2013 a byla dokonce předmětem zájmu youtuberů.

## Galerie

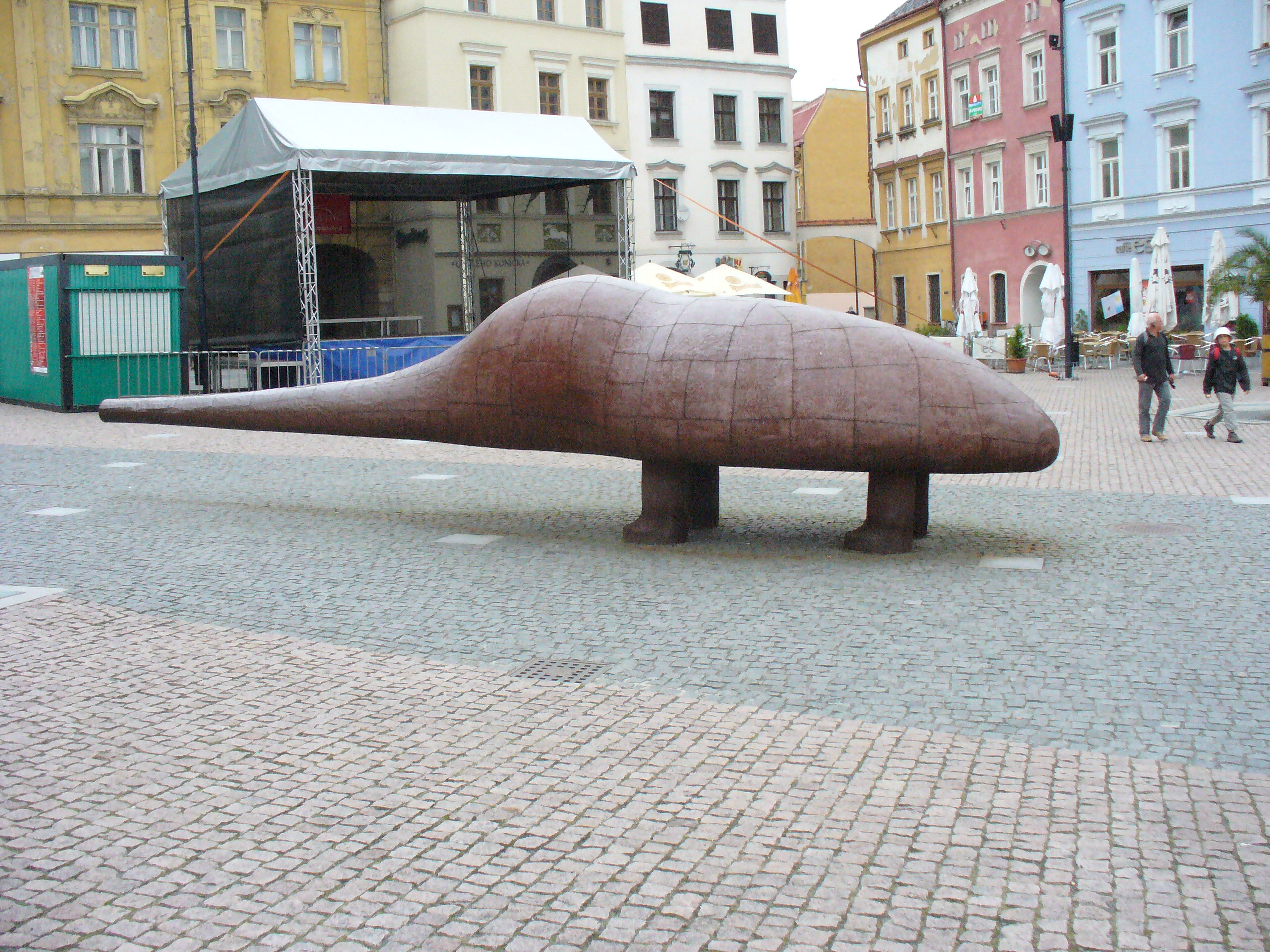
Instalace díla na náměstí
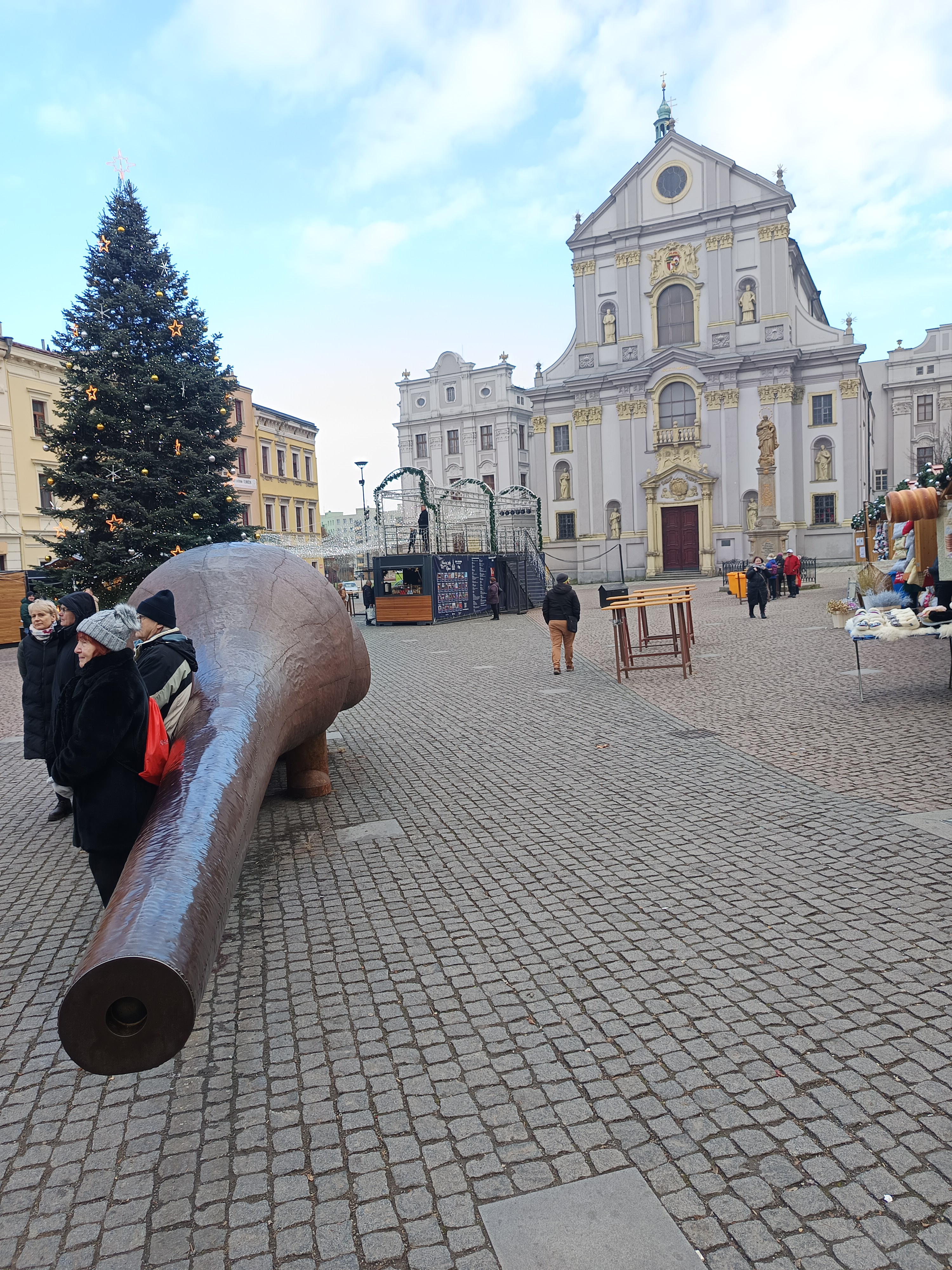
Instalace díla na náměstí
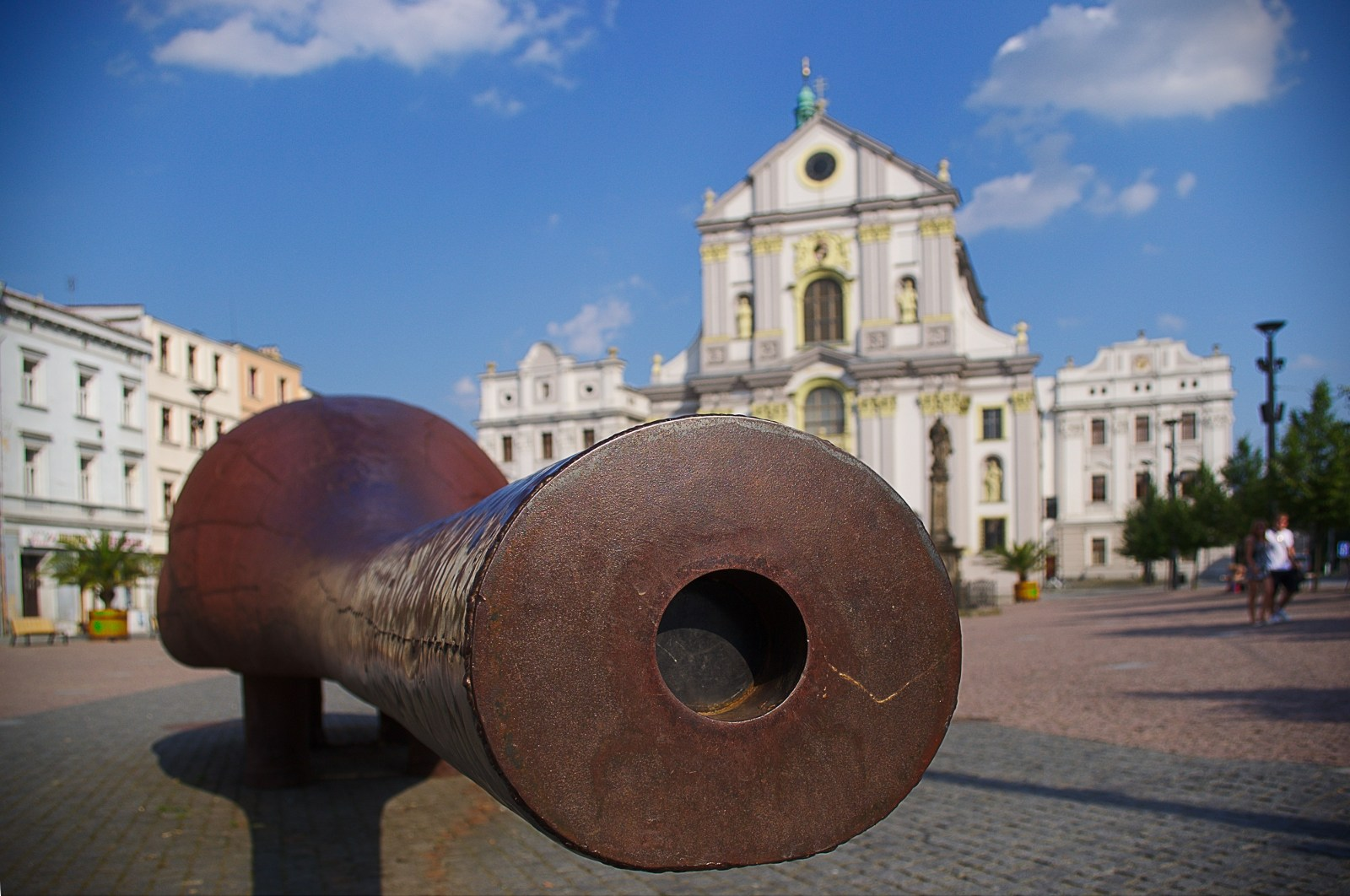
Detail konce se zahloubením